# Garreta crenulatus
Garreta crenulatus är en skalbaggsart som beskrevs av Hermann Julius Kolbe 1895. Garreta crenulatus ingår i släktet Garreta och familjen bladhorningar. Inga underarter finns listade i Catalogue of Life.